# Der Flug des Navigators
Der Familienfilm Der Flug des Navigators ist ein US-amerikanischer Science-Fiction-Film des Regisseurs Randal Kleiser aus dem Jahr 1986.
Produziert wurde in Fort Lauderdale und Norwegen. Co-Produzent war Viking Films. Die deutsche Kinopremiere fand am 21. Juli 1988 statt.

## Handlung
Der zwölfjährige David soll seinen kleinen Bruder abholen. Dazu muss er durch ein Waldstück laufen. David sieht eine ungewöhnliche Leuchterscheinung. Neugierig will er sich diese ansehen und stürzt dabei einen Abhang herunter, wo er ohnmächtig liegen bleibt.
Als er wieder zu sich kommt, läuft er nichtsahnend nach Hause. Dort wohnt jetzt allerdings eine andere, ihm unbekannte Familie. Der verstörte Junge wird der Polizei übergeben, die ihn schließlich als den 1978 verschwundenen David Scott Freeman identifiziert. David denkt jedoch, dass er sich noch immer im Jahr 1978 befindet, an jenem Tag, als er im Wald gestürzt war. Doch tatsächlich ist es bereits 1986.
Die Polizei macht die Eltern Davids ausfindig und übergibt ihn seiner Familie. Die Freemans sind froh, ihn wiederzuhaben. Doch wundern sich alle, wo David in den vergangenen acht Jahren geblieben und warum er nicht gealtert ist. Darum werden im örtlichen Krankenhaus einige Untersuchungen an ihm durchgeführt, während plötzlich schematische Darstellungen von einem Raumschiff auf den Computerbildschirmen erscheinen, die eindeutig von Davids Gehirn ausgesendet werden.
Währenddessen wird ein UFO gefunden und von der NASA geborgen. Diese erfährt auch von David. Schnell wird ein Zusammenhang vermutet. David wird zu weiteren Untersuchungen zur NASA gebracht. Dabei erscheinen weitere, zum größten Teil unverständliche Informationen auf den Rechnern. Auch David kann mit diesen Informationen nichts anfangen. Nachts wird er von einer Stimme gerufen, die den „Navigator“ sucht.
David merkt schnell, dass er von der NASA gefangen gehalten wird. Mit Hilfe einer Angestellten gelingt ihm schließlich die Flucht. Die Stimme geleitet ihn zum Raumschiff, das in einem Hangar auf dem NASA-Gelände versteckt ist. Der NASA war es noch nicht gelungen, ins Innere vorzudringen. Doch kaum steht David davor, öffnet sich eine Luke. Er steigt ein, noch bevor die Wachleute dies verhindern können. Das Raumschiff fliegt aus dem Hangar und versteckt sich vor dem Radar zunächst im Meer.
Das Schiff ist mit einem sprechenden Computer ausgerüstet, den David kurzerhand Max nennt. Der Computer wurde darauf programmiert, Lebewesen von anderen Planeten zu untersuchen. Diese werden zur Erforschung auf Max’ Heimatplaneten gebracht und dann normalerweise durch einen Zeitsprung wieder genau zum gleichen Zeitpunkt abgesetzt, zu dem sie ins Raumschiff gelangt waren. Doch die menschliche Beschaffenheit könnte dieser Belastung unter Umständen nicht standhalten, deshalb wurde David erst acht Jahre später wieder auf die Erde gebracht.
Allerdings ist Max beschädigt worden. Er benötigt die Informationen aus Davids Gehirn, um wieder nach Hause gelangen zu können. Nachdem der Computer David gescannt hat, bringt er ihn zu seinen Eltern zurück. Doch die NASA und die Polizei warten bereits vor dem Haus. David wird klar, dass er in dieser Zeitlinie nie mehr ein normales Leben führen kann. Er würde ständig gefangen gehalten und untersucht werden. Daher bittet er Max, den gefährlichen Zeitsprung zu wagen, selbst wenn dies sein Leben kosten könnte.
Max willigt ein und unternimmt mit David den Zeitsprung. David überlebt den Zeitsprung und so kann er, im Jahr 1978 wieder angekommen, sein Leben wie gewohnt weiterleben. Die Erinnerung an das Abenteuer wurde von Max allerdings nicht gelöscht, der sich dann von ihm verabschiedet.

## Kritik
„Ein geschickt die Balance zwischen Rührung, Spannung und Komik haltendes Science-Fiction-Abenteuer, dessen technisch hervorragende Effekte sich nie in den Vordergrund drängen. Für Jung und Alt gleichermaßen ein Vergnügen mit zuweilen recht verrückten Einfällen.“

## Auszeichnungen
Die Deutsche Film- und Medienbewertung FBW in Wiesbaden verlieh dem Film das Prädikat besonders wertvoll.
Außerdem wurde er nominiert für:
- 1987 Saturn Award: Bester Science-Fiction-Film, bester Jung-Schauspieler, beste Regie
- 1987 Young Artist Award: Bester Familien-Film

## Hintergrund
Der Flug des Navigators ist einer der ersten Filme, in denen das Verfahren des Morphings angewendet wurde, zu sehen in der Szene, in der das Raumschiff seine Form ändert. Die Filmproduktion scheiterte beinahe inmitten des Films, als die unabhängige Producer Sales Organisation 1986 Bankrott anmelden musste. Walt Disney Productions sicherte sich alle Rechte am Film.